# Jim Staley
James „Jim“ Staley (* 1950) ist ein US-amerikanischer Posaunist, der sich in der Spannweite zwischen experimenteller und klassischer Musik bewegt, sowie Musikproduzent.

## Leben und Wirken
Staley wuchs in Illinois auf und leistete seinen Militärdienst in einer Army-Band in Berlin ab, bevor er Ende der 1970er Jahre seine Studien an der University of Illinois mit dem Master abschloss. Er war 1978 Mitbegründer des New Yorker Veranstaltungsortes Roulette Intermedium, der sich seit 2010 in einem ehemaligen Theater in Brooklyn befindet. Im Rahmen der Veranstaltungen betätigt er sich auch als Musikproduzent. Staley arbeitet als Solist und spielte im Laufe seiner Karriere außerdem mit Fred Frith, Tom Cora, David Weinstein, Takehisa Kosugi, Ikue Mori, Robin Holcomb und mit John Zorn, an dessen Produktionen Cobra, The Big Gundown und Spillane er mitwirkte. Ferner spielt er mit Morgan Powell im klassischen Ensemble Tone Road Ramblers.

## Diskographische Hinweise
- Jim Staley with John Zorn - OTB (Lumina Records, 1984)
- Mumbo Jumbo (1987) mit Samm Bennett, Shelley Hirsch, John Zorn, Bill Frisell, Ikue Mori, Wayne Horvitz, Elliott Sharp
- Jim Staley's Don Giovanni (Einstein Records, 1991) mit Fred Frith, Zeena Parkins
- Northern Dancer (Einstein, 1996) mit Ikue Mori, Elliott Sharp, John Zorn, Shelly Hirsch
- Jim Staley, Borah Bergman & Phoebe Legere – Blind Pursuits (Einstein Records, 1999)
- Scattered Thoughts (Einstein, 2009) mit William Parker, Joey Baron